# اچ‌ام‌اس اسپنسر (۱۷۹۵)
اچ‌ام‌اس اسپنسر (۱۷۹۵) (به انگلیسی: HMS Spencer (1795)) یک کشتی است.